# 알스톤쇠주머니쥐
알스톤쇠주머니쥐(Alston's mouse opossum, 학명: Marmosa alstoni)는 주머니쥐과에 속하는 중형 크기의 유대류이다. 나무 위에서 생활하는 수상성 동물이며, 야행성 동물로 벨리즈부터 콜롬비아 북부까지 지역의 숲에서 서식한다. 주요 먹이는 곤충과 과일이지만, 작은 설치류와 도마뱀 그리고 새알 등을 먹기도 한다. 이전에는 별도의 양털쇠주머니쥐속(Micoureus)으로 분류했지만 2009년부터 양털쇠주머니쥐속을 쇠주머니쥐속(Marmosa)의 아속으로 분류하고 있다.